# Kirby Dach
Kirby Dach (né le 21 janvier 2001 à Fort Saskatchewan, dans la province de l'Alberta au Canada) est un joueur canadien de hockey sur glace. Il évolue à la position de centre.

## Biographie

### Carrière en club
Dach est sélectionné au 2e rang au total par les Blades de Saskatoon au repêchage 2016 de la LHOu. Il dispute seulement 19 matchs à ses débuts avec les Blades et inscrit un total de 10 points. À sa première saison complète avec Saskatoon, en 2017-2018, il obtient 46 points en 52 parties.
En janvier 2019, il devient assistant capitaine chez les Blades. Il est également nommé capitaine pour Équipe Orr au match des prospects de la LCH, rencontre durant laquelle il obtient 1 aide et conduit son équipe à une victoire de 5-4 face à Équipe Cherry. Il conclut la saison 2018-2019 avec une récolte de 73 points en 62 parties, 25 buts et 48 passes.
À l'aube du repêchage LNH 2019, Dach se classe en 3e position chez les patineurs nord-américains dans le classement final de la Centrale de recrutement de la LNH. Il est finalement repêché au 3e rang au total par les Blackhawks de Chicago. Le 8 juillet, il signe un contrat d'entrée de 3 ans avec Chicago. Le 22 octobre 2019, Dach marque son premier but face aux Golden Knights .
Le 7 juillet 2022, il est échangé aux Canadiens de Montréal en retour de choix de 1re et de 3e ronde au repêchage d'entrée dans la LNH 2022. Il signe un contrat de quatre ans avec les Canadiens, moyennant 3,36 millions de dollars américains annuels.
Au deuxième match de la saison 2023-2024, Dach est mis en échec par Jarred Tinordi et projeté sur le banc des Blackhawks de Chicago. Il subit une double déchirure ligamentaire au genou droit et il est annoncé quelques jours plus tard que sa saison est terminée.
L’attaquant du Canadien a dû encore une fois passer sous le bistouri pour le même genou le 28 février 2025. Sa saison s’est arrêtée à 57 matchs avec une fiche de 10 buts et 22 points ainsi qu’un différentiel de -29.

## Vie privée
Son frère Colton (en) est aussi joueur de hockey; il évolue dans l’organisation des Blackhawks de Chicago.

## Statistiques

### En club
| Saison     | Équipe                | Ligue      |     | Saison régulière | Saison régulière | Saison régulière | Saison régulière | Saison régulière |   | Séries éliminatoires | Séries éliminatoires | Séries éliminatoires | Séries éliminatoires | Séries éliminatoires |
| Saison     | Équipe                | Ligue      | PJ  | B                | A                | Pts              | Pun              | PJ               | B | A                    | Pts                  | Pun                  |                      |                      |
| 2016-2017  | Blades de Saskatoon   | LHOu       | 19  | 6                | 4                | 10               | 4                | -                | - | -                    | -                    | -                    |                      |                      |
| 2017-2018  | Blades de Saskatoon   | LHOu       | 52  | 7                | 39               | 46               | 12               | -                | - | -                    | -                    | -                    |                      |                      |
| 2018-2019  | Blades de Saskatoon   | LHOu       | 62  | 25               | 48               | 73               | 40               | 10               | 5 | 3                    | 8                    | 6                    |                      |                      |
| 2019-2020  | IceHogs de Rockford   | LAH        | 3   | 0                | 0                | 0                | 0                | -                | - | -                    | -                    | -                    |                      |                      |
| 2019-2020  | Blackhawks de Chicago | LNH        | 64  | 8                | 15               | 23               | 24               | 9                | 1 | 5                    | 6                    | 4                    |                      |                      |
| 2020-2021  | Blackhawks de Chicago | LNH        | 18  | 2                | 8                | 10               | 4                | -                | - | -                    | -                    | -                    |                      |                      |
| 2021-2022  | Blackhawks de Chicago | LNH        | 70  | 9                | 17               | 26               | 43               | -                | - | -                    | -                    | -                    |                      |                      |
| 2022-2023  | Canadiens de Montréal | LNH        | 58  | 14               | 24               | 38               | 43               | -                | - | -                    | -                    | -                    |                      |                      |
| 2023-2024  | Canadiens de Montréal | LNH        | 2   | 0                | 2                | 2                | 0                | -                | - | -                    | -                    | -                    |                      |                      |
| 2024-2025  | Canadiens de Montréal | LNH        | 57  | 10               | 12               | 22               | 40               | -                | - | -                    | -                    | -                    |                      |                      |
| Totaux LNH | Totaux LNH            | Totaux LNH | 269 | 43               | 78               | 121              | 154              | 9                | 1 | 5                    | 6                    | 4                    |                      |                      |

### En équipe nationale
| Année | Équipe          | Compétition          |   | PJ | B | A | Pts | Pun           |  | Résultat |
| 2017  | Canada Noir U17 | Défi mondial U17     | 5 | 1  | 6 | 7 | 2   | 7e place      |  |          |
| 2018  | Canada U18      | Coupe Hlinka-Gretzky | 5 | 2  | 5 | 7 | 0   | Médaille d'or |  |          |